# Banco Central de Reserva del Peru
Die Banco Central de Reserva del Peru (BCRP) ist die Zentralbank von Peru mit Hauptsitz in Lima. Sie hat das Emissionsrecht für den Peruanischen Sol. Die Bank wurde unter dem Namen Banco de Reserva del Peru am 9. März 1922 gegründet. Am 28. April 1931 wurde sie auf Empfehlung des Wirtschaftsprofessors Edwin Kemmerer von der Princeton University zur Zentralbank.
Das Statut und das Organisationsgesetz des BCRP (Gesetz Nr. 26123) Zentralbank von Peru wird durch die politische Verfassung von 1993 reguliert. Insbesondere muss die Institution zwei wesentliche Aspekte erfüllen: Währungsstabilität und politische Unabhängigkeit.
In der Verfassung heißt es, dass der Zweck der Zentralbank darin besteht, die Preisstabilität zu erhalten. Die jährliche Inflationsziel der Zentralbank liegt bei 2,0 Prozent, mit einer Toleranz von einem Prozentpunkt nach oben und unten; ihre Politik ist auf die Erreichung dieses Ziels ausgerichtet.
Die Verfassung weist der Zentralbank auch folgende Funktionen zu: Regulierung der Währung und des Kredits des Finanzsystems, Verwaltung der ihr anvertrauten Devisenreserven, Ausgabe von Banknoten und Münzen und regelmäßige Berichterstattung an die Öffentlichkeit über die nationalen Finanzen.

## Geschichte
Die Bank erlebte in ihrer Geschichte zwei bedeutende Währungsreformen. Am 1. Januar 1985 ersetzte der Inti den seit 1863 geltenden Sol de Oro im Tauschkurs von 1:1000. Am 1. Januar 1991 wurde der hochinflationären Inti schließlich durch den Nuevo Sol (seit 2015 nur noch Sol genannt) ersetzt.